# カルボマー
カルボマー(Carbo-mer)は、所与の分子にC2単位を挿入することで得られる拡張分子である。元の分子の各々のC-C単結合がC-C≡C-Cアルキン結合、C=C二重結合がC=C=C=Cアレン結合、C≡C三重結合がC≡C-C≡Cに置き換えられることで、分子の大きさは変わるが、対称性は変わらない。カルボマーの大きさは、C2単位を増やすことで大きくなり続けるため、拡張単位中のアセチレン基またはアレン基の数をnとして、カルボマーは、carbon-分子とも呼ばれることがある。この考えは、既存の化学モチーフに新しい化学的性質を導入することを目的として、1995年にレミ・ショービンによって提唱された。
ベンゼンの2通りの拡張は、カルボベンゼン(carbo-benzene, C18H6)と呼ばれる。
上右の構造は、各々のC-H結合をC-C≡C-Hに拡張し、置換ベンゼン誘導体のヘキサエチニルベンゼンとしたものである。
上左の構造は、ベンゼン核内の各々のC=C結合とC≡C結合を拡張し、1,2,4,5,7,8,10,11,13,14,16,17-ドデカデヒドロ[18]アヌレンとしたものである。この分子の水素原子をフェニル基で置き換えたアナログである3,6,9,12,15,18-ヘキサフェニル-1,2,4,5,7,8,10,11,13,14,16,17-ドデカデヒドロ[18]アヌレンは安定している。プロトン核磁気共鳴のスペクトルは、フェニル基のプロトンがベンゼン自体のプロトンと比べて低磁場にシフトしていることを示しており（オルト位プロトンの化学シフト位置は9.49 ppm）、環電流の存在、ひいては芳香族性を示している。有機合成の最終段階は、ジエチルエーテル中での塩化スズ(II)及び塩化水素とトリオールとの反応である。
ベンゼンの全カルボマー（C30H6）は、in silicoでしか存在しない。
平面上のD6h構造の結合長は、計算によると、他の2つのカルボベンゼンと同程度と予測される。非平面異性体は、ヘキサエチニル-カルボ-[6]トラヌレンと呼ばれ、シクロヘキサン環と似ている。この仮想的な分子は、65 kcal/mol だけエネルギーが高いと予測されている。